# 万国郵便連合
万国郵便連合（ばんこくゆうびんれんごう、仏: Union postale universelle、英: Universal Postal Union）は、郵便に関する国際機関である。略称はUPU。

## 概要
万国郵便連合は、加盟国間の郵便業務を調整し、国際郵便制度をつかさどる。
2番目に古い国際連合の専門機関であり（最古は国際電気通信連合、万国郵便連合はそれに次いで古い）、1874年10月9日、万国郵便条約によって設立された。本部はスイス・ベルンに置かれている。
万国郵便連合の設立によって、次の3点が合意された。
1. 地球上のほぼすべての地域から固定料金に近い形で郵便物が送れること。
2. 国際郵便、国内郵便（内国郵便）がともに同様の扱いがなされること。
3. 国際郵便料金は、それぞれの国で徴収し、使用すること。

特に郵便切手を貼った郵便物については、どの加盟国の切手でも国際的に通用することを万国郵便連合憲章（UPU憲章）で定めている。また、国際返信切手券の発行事務などを行っている。
国際連合の設立後、1948年、国際連合の専門機関の一つとなった。現在の加盟国は、2013年9月現在で192カ国である。国際連合加盟国ではないバチカン（オブザーバー）は加盟している一方、国連加盟国でもアンドラ、マーシャル諸島、パラオは加盟していない。また国連非加盟国では中華民国（台湾）なども加盟していないが、これらの地域にも国際郵便を送ることは可能である。またパレスチナ国は1999年以来オブザーバーの地位を得ているが、2019年2月に行った加盟申請は加盟国による郵便投票の結果、必要な票数に届かず加盟を阻まれている。
万国郵便連合の公用語はフランス語であるが、1994年より作業言語として英語が指定されている。また発行する文書は、国連公用語6言語に翻訳されることが規約で定められている。

## 沿革
1864年、アメリカ合衆国のモンゴメリー・ブレア提唱のもとに15カ国が参加し、パリで国際郵便の原則が協議されたが、合意には至らなかった。
普仏戦争後の1874年、ドイツ帝国のハインリヒ・フォン・シュテファンの草案をもとに、郵便に関する国際会議が、スイスのベルンで開催された。この第1回大会議で調印された14条からなる国際郵便に関する批准条項（ベルン条約）の中に、一般郵便連合（英語: General Postal Union）に関する国際総合機関の設置が定められた。4年後の1878年、パリにおける第2回大会議で、一般郵便連合は万国郵便連合に改称された。
2021年9月、UPUのトップである事務局長として日本人の目時政彦が選出された。アジア出身者としては初めてである。

### 米中貿易戦争
1999年の万国郵便大会議において、輸出入貨物の末端料金において、先進国向けに「国別」郵便料金が制定され、発展途上国にはより低い料金が適用されるようになった。低い末端料金は、当時は輸出国であったアメリカの意向であったが、ドイツ連邦郵便公社（ドイツポスト）やノルウェー郵便公社（ノルウェーポスト）はこれに反対し、末端料金の値上げを望んでいた。この制度は国営郵便サービスにのみ適用されていたため、これはアメリカ合衆国郵便公社がDHL（ドイツ）やFedEx（アメリカ）などの民間郵便サービスよりも有利とするための戦略であったが、やがて電子商取引の成長に伴い、途上国（特に中国）から米国への輸出が増大。アメリカ郵政公社は2015年に国際郵便が初めて赤字となり、赤字額は次第に増大した。
これが2018年より始まった米中貿易戦争において争点となった。中国から米国に小包を送る方が、米国内で同じ小包を送るよりも安く、当時のトランプ政権は「我が国に入ってくる小包に多額の補助金を出すことを余儀なくされている」と訴えた 。2018年10月17日、アメリカ合衆国大統領ドナルド・トランプは、中華人民共和国への優遇を理由に万国郵便連合からの脱退を表明し、郵便に対する請求料金を自己申告制とすることを表明したが、中国を理由にすることに対して、中国は反発した。国際郵便は送付先の郵便事業者に対する手数料を基に清算が行われており、採択された国際ルール上、途上国は先進国の料金より安価で発送することができるため、先進国での実際に掛かる配達コストを下回る状況が生まれ、中国やシンガポール、またアメリカより国際競争力の高い国際郵便システムを構築しているドイツやフランスなどがこの制度により恩恵を受けていた。
2019年5月に行われた万国郵便連合の臨時総会において、「郵便料金の即時自己申告を認める」というアメリカ・カナダ案は否決され、「国内郵便料金の最大70%までの自己申告郵便料金を認め、UPUの郵便料金を119～164%引き上げる」というフランス・ドイツ案が採択された。アメリカは妥協案としてこれを受け入れ、脱退を撤回した。またアメリカは、UPUに5年間にわたり年間800万ドルの「拠出金」を支払うこととなり、これと引き換えに2020年7月にアメリカで3倍程度手数料の引き上げが行われた（トランプ大統領は、「貢献」の名目で合意を「購入」した、という批判を受けたが、ピーター・ナヴァロ大統領顧問はこれを否定した）。
国際ルールの見直しが行われた結果、各国での手数料引き上げに伴い日本郵便でも25年振りとなる料金改定が2021年4月から行われ、アメリカ向け郵便物は62%の大幅値上げとなった。この料金変更に対応するため、日本郵便は国際通常郵便料金の地帯区分に新たにアメリカ（グアム等海外領土含む）を含む第4地帯を設定した。なお3辺が90センチ以内で重量が2キロ以内となる軽量な郵便物のみが対象となり、ハガキや手紙および通常の小包に関しては料金が据え置かれている。

## オブザーバーへの配達
- パレスチナ - 1999年よりオブザーバーとなっている[1]。
  - ガザ地区の郵便物は2010年までイスラエル経由で配達された。
  - ヨルダン川西岸地区の郵便物は2008年よりヨルダン経由で配達されている。

## 加盟していない国家への配達
万国郵便連合に加盟していない国家や団体に配達を行う場合には別の加盟国が郵便物を取り扱っている。
| 国・団体         | 郵便物を取り扱う国                    |
| ---------------- | ------------------------------------- |
| アンドラ         | フランスまたは スペイン               |
| マーシャル諸島   | アメリカ合衆国（USPSが取り扱う）      |
| ミクロネシア連邦 | アメリカ合衆国（USPSが取り扱う）      |
| パラオ           | アメリカ合衆国（USPSが取り扱う）      |
| マルタ騎士団     | イタリア（56のUPU加盟国で切手が有効） |

## 承認が限られている地域への配達
以下の広く国際的に国家承認を得ていない国家や地域については、万国郵便連合は直接の配達を許可しておらず、第3国を経由する必要がある。ただしアルツァフは2023年ナゴルノ・カラバフ衝突の結果、実効支配地域の全てを喪失し、アルメニアに亡命状態にある。
| 国・地域       | 郵便物が経由する国家 |
| -------------- | -------------------- |
| アブハジア     | ロシア               |
| アルツァフ     | アルメニア           |
| コソボ         | セルビア             |
| 北キプロス     | トルコ               |
| 西サハラ       | アルジェリア         |
| 南オセチア     | ロシア               |
| 中華民国       | 日本                 |
| 沿ドニエストル | モルドバ             |

## 清算方法
発送郵袋と到着郵袋の重量差から清算する。先進国の場合は万国郵便条約第49条2項により、通常郵便物については重量１キログラムにつき3.427SDR(Special
Drawing Rights IMF特別引出権）と定められている。これは20g当たりの郵便物に換算すると10数円程度。

## 万国郵便連合と日本

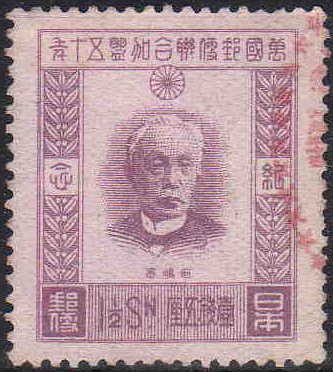
日本加盟50周年記念切手（1927年（昭和2年）6月20日発行）

大日本帝国（日本）は1877年（明治10年）6月1日に万国郵便連合に加盟した。加盟国としては23カ国目、アジアとしては初めてであった。この日は現在「万国郵便連合加盟記念日」に制定されている。
なお、第二次世界大戦中には脱退していたが、1948年（昭和23年）6月1日に日本が再加盟している。
万国郵便連合内の郵便業務理事会議長には、日本から目時政彦が2012年、2016年の2回立候補し、いずれも当選している。また目時は、2021年8月25日の国際事務局長選挙へ立候補し102票を集め当選し、2022年1月5日にアジア出身者として初めて国際事務局長に就任した。

## 発行物
- 日本における記念切手の発行
  - 1927年6月20日、加盟50年の記念切手が4種（1銭5厘、3銭、6銭、10銭）が発行された。
  - 1949年10月10日、設立75年記念の記念切手が4種（2円、8円、14円、24円）が発行された。
  - 1952年2月19日、加盟75年の記念切手が2種（5円、10円）が発行された。
  - 1974年10月9日、設立100年記念の記念切手が2種（20円、50円）が発行された。
  - 1977年6月20日、加盟100年の記念切手が2種（50円、100円）が発行された。
  - 2024年10月9日、設立150年記念の記念切手（110円が6種）が発行された[24]。

## トップレベルドメイン「.post」
郵便事業者の限られたトップレベルドメインとなる「.post」を創設することでICANNと合意した。これは2012年から利用可能となっている。